# Żywiec (cerveseria)

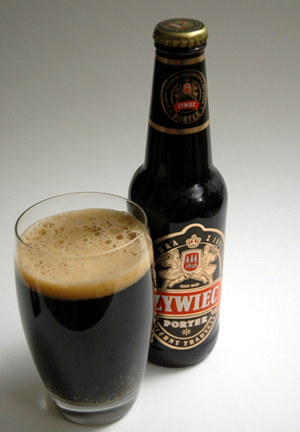
Żywiec Porter

La Cervesera Żywiec és una fàbrica de cervesa fundada el 1852 per la família dels Habsburg a Żywiec (en alemany Saybusch), en aquell moment era la Galítzia, de l'Imperi Austrohongarès i ara és la Silèsia de Polònia. L'empresa fou nacionalitzada després de la Segona Guerra Mundial. Gropa Żywiec SA es compon de quatre cerveseries principals: Żywiec, Elbrewery, Lezajsk i la cerveseria de Wark. Actualment és propietat majoritària del Grup neerlandès Heineken (Heineken International Beheer BV), amb una participació del 61%.

## Història

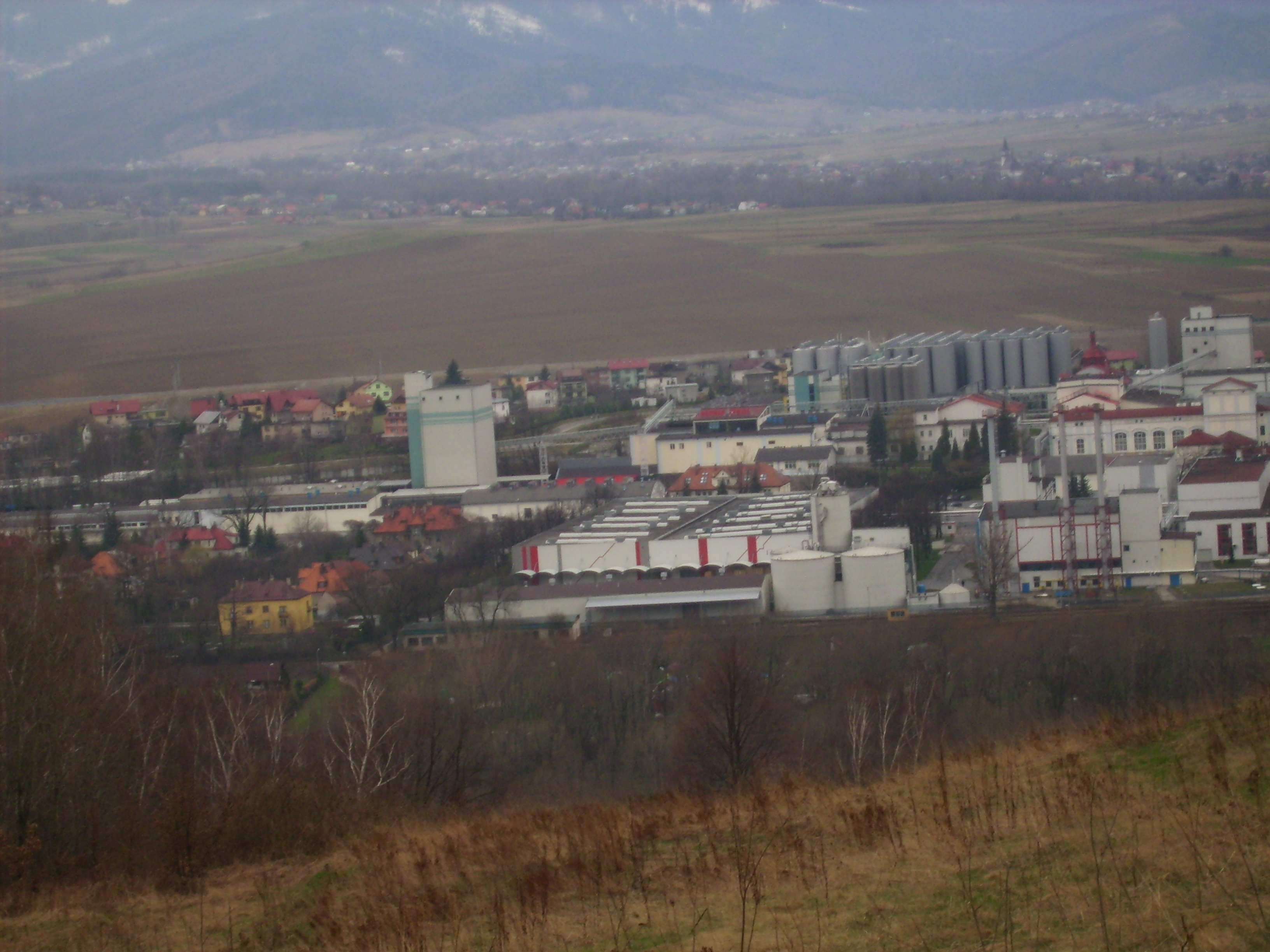
La factoria

Fundada el 1852, va començar elaborant cervesa el 1856. Construït i en un principi propietat de l'arxiduc Albert, duc de Teschen i el seu germà petit, Carles Ferran, Arxiduc d'Àustria, la van denominar en un principi "Żywiec arxiducal Cerveseria". Va romandre en mans dels Habsburg fins a la nacionalització després de la Segona Guerra Mundial en el marc de la Polònia comunista. A principis del decenni de 1990 un procés judicial es va iniciar per part dels decendents dels amos originals, que van demandar el govern polonès i van exigir 77.000.000 $ com a indemnització per la nacionalització i l'ús del nom de la família dels Habsburg i l'escut d'armes amb una finalitat comercial. El cas es va resoldre fora dels tribunals amb unes condicions que no es van revelar, el desembre de 2005.

## Productes
La cerveseria produeix diverses marques de cervesa, generalment del tipus lager pàl·lida amb diferents intensitats des de 10,5° a 14° o, cosa que és equivalent, 4-6% d'alcohol. Els tipus són:
- Żywiec Full una lager pàl·lida
- Żywiec Porter una Baltic porter
- Żywiec Full Light una lager pàl·lida light